# Окатово (Вязниковский район)
Окатово — деревня в Вязниковском районе Владимирской области России, входит в состав муниципального образования «Посёлок Никологоры».

## География
Деревня расположена в 10 км на юго-запад от центра поселения рабочего посёлка Никологоры и в 28 км на юго-запад от райцентра Вязников.

## История
В конце XIX — первой четверти XX века деревня входила в состав Воскресенской волости Судогодского уезда, с 1926 года — в составе Вязниковского уезда. В 1859 году в деревне числилось 17 дворов, в 1905 году — 26 дворов, в 1926 году — 30 дворов.
С 1929 года деревня входила в состав Шатневского сельсовета Вязниковского района, с 1935 года — в составе Никологорского сельсовета Никологорского района, с 1963 года — в составе Вязниковского района, с 2005 года — в составе муниципального образования «Посёлок Никологоры».

## Население
| 1859 | 1905 | 1926 | 2002 | 2010 | 2021 |
| ---- | ---- | ---- | ---- | ---- | ---- |
| 141  | ↗160 | ↗185 | ↘14  | ↘8   | ↘2   |